# Aquênio
Aquênio (português brasileiro) ou aquénio (português europeu)  é um tipo de fruto normalmente seco, com origem em um ou mais carpelos, indeiscente, portando normalmente uma semente. Nas Moraceae, os aquênios podem ser carnosos.

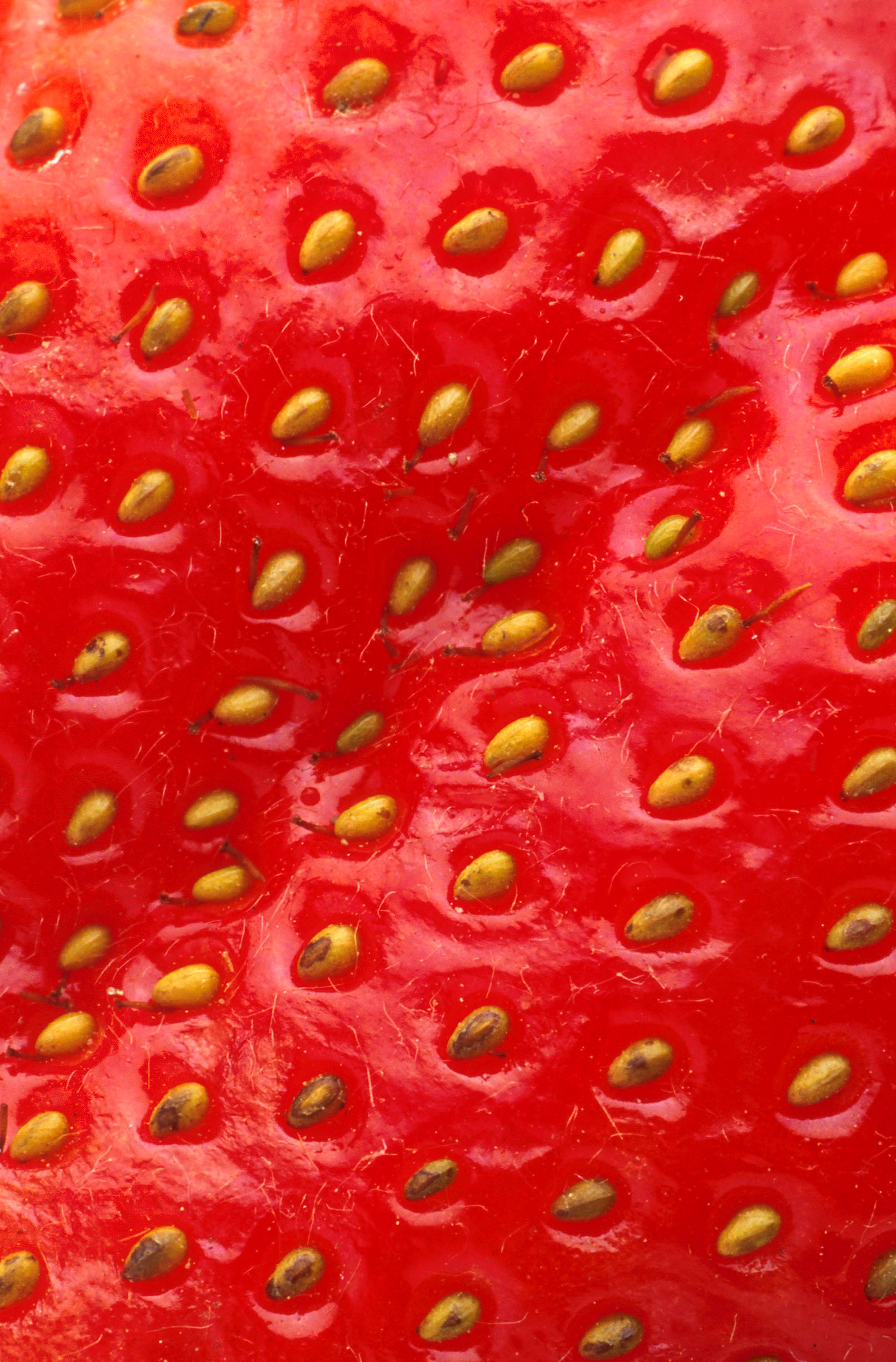
Aquénios na superfície de um morango.

Nas Asteraceae, os aquênios podem estar acompanhados de papus, uma modificação do cálice de suas flores, que possuem ganchos e espinhos que facilitam sua dispersão.
Geralmente nos frutos, o seu pedúnculo é apreciado mais que o aquênio. É o caso do caju.
Nas plantas com mais do que um carpelo, o fruto é um poliaquênio. É o caso das Lamiaceae e Ranunculaceae.